# Свято-Троїцька церква (Степань)
Свято-Троїцька церква — чинна церква у смт Степань.

## Історія
Наявні датування її спорудження відрізняються: 1770 р. (М. Теодорович), 1759 р. (К. Переверзєв). Церква розташована  в історичній частині містечка Степань, дещо південніше старого замку. Існує інформація, що храм існував на цьому місці вже в 1688 р. Побудована на кошти прихожан.

## Архітектура
Церква має нетипову для Волині центричну, триверху, п’ятизрубну об’ємно-просторову композицію. До основного найвищого центрального зрубу на плані квадрату добудовано чотири рівновисоких об'єми: прямокутний в плані бабинець, а також п’ятигранна абсида та два п’ятигранних бічних компартименти. Поздовжня вісь церкви «бабинець – нава – абсида» акцентована нагорі трьома купольними банями – великою центральною з бароковим абрисом та світловим ліхтарем, та двома банями суто декоративними. Бічні зруби накриті п’ятискатними дахами. По зовнішньому периметру будівля оточена невисоким опасанням на стовпчиках для захисту від опадів нижніх частин стін та дерев’яного фундаменту  у вигляді так званих «стільців». Внутрішній простір центрального зрубу поєднується в бічними зрубами завдяки високим аркам-вирізам в суміжних стінах. Колористична гама на час останнього обстеження (2016 р.) біло-синьо-сіро-жовта.
На захід від церковної будівлі знаходиться дзвіниця по типу «четверик на четверику», з однаковими горизонтальними вимірами, розділені по висоті невеликим декоративним карнизом. Вхід до дзвіниці і розміщені на верхньому ярусі отвори мають нетрадиційну абрис, що нагадує біфоріум. Завершення дзвінниці виконано у вигляді комбінації восьмигранного намету, доповненого з чотирьох боків трикутними фронтонами.

## Галерея

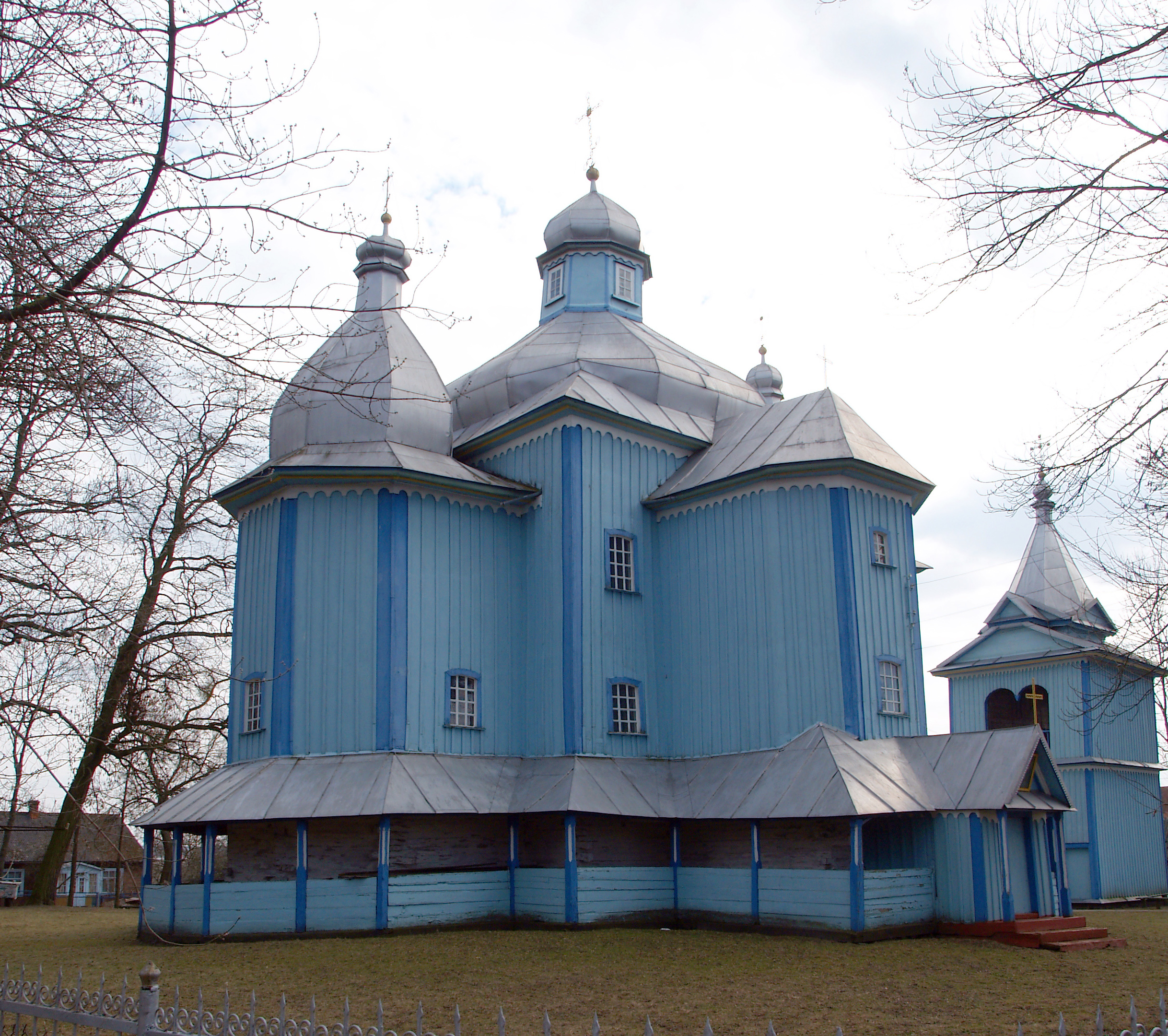
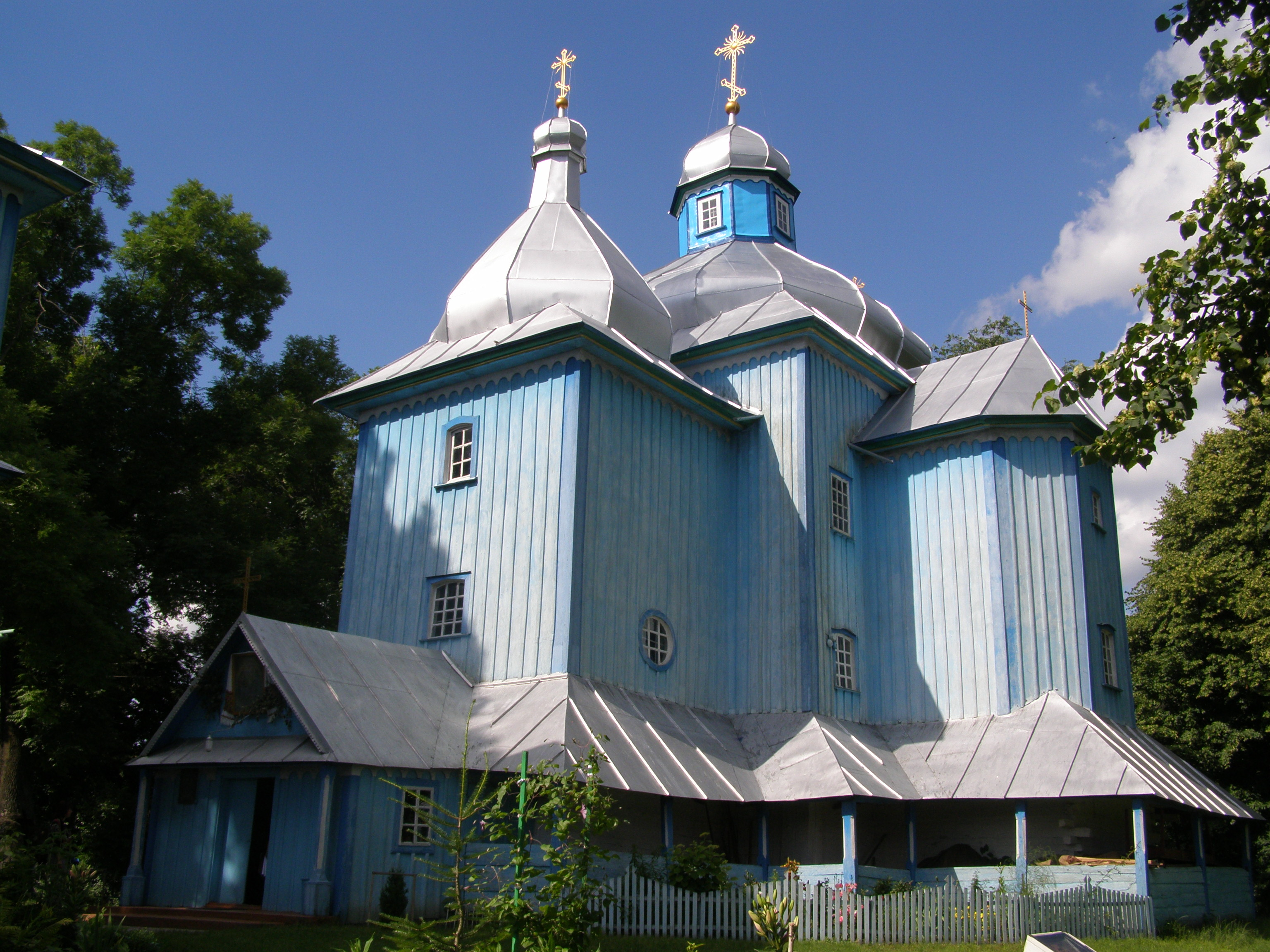
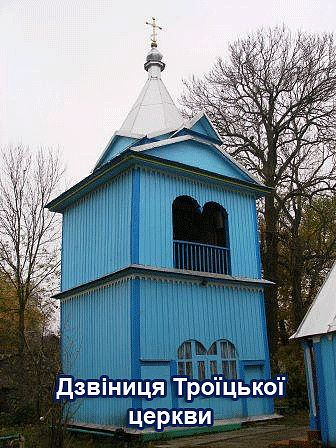
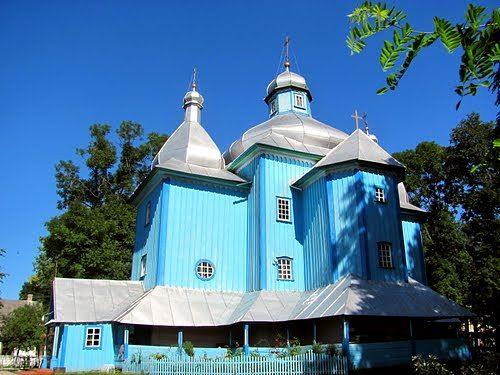
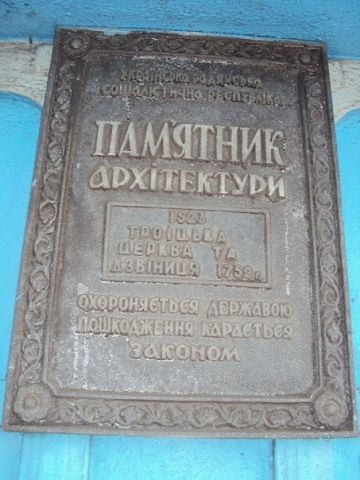

## Див.також
- Церква на Електронній карті спадщини дерев'яного церковного зодчества Рівненської області.
- Пам'ятки архітектури національного значення Рівненської області
- Пам'ятки архітектури національного значення. Рівненська область [Архівовано 2 квітня 2015 у Wayback Machine.] (ukrainaincognita.com)

| Церква (споруда) | Це незавершена стаття про церковну будівлю. Ви можете допомогти проєкту, виправивши або дописавши її. |